# Brevipalpus punicans
Brevipalpus punicans är en spindeldjursart som beskrevs av Pritchard och Baker 1952. Brevipalpus punicans ingår i släktet Brevipalpus och familjen Tenuipalpidae. Inga underarter finns listade.